# Cormophyllum arboreum
Cormophyllum arboreum là một loài thực vật có mạch trong họ Cyatheaceae. Loài này được (L.) Newman mô tả khoa học đầu tiên năm 1857.